# 12e bataillon de chasseurs alpins
 (juillet 2014).
Si vous disposez d'ouvrages ou d'articles de référence ou si vous connaissez des sites web de qualité traitant du thème abordé ici, merci de compléter l'article en donnant les références utiles à sa vérifiabilité et en les liant à la section « Notes et références ».
Le 12e bataillon de chasseurs alpins (12e BCA) est une unité militaire de l'infanterie alpine (chasseurs alpins) française stationnée à Grenoble dans l'Isère, puis à Embrun, dans les Hautes-Alpes. Sous le commandement du chef de bataillon Arvers, il a été le pionnier des troupes alpines. À ce titre la totalité du bataillon a été faite membre du Club alpin français.

## Création et différentes dénominations
- 1854 : création du 12e bataillon de chasseurs à pied (12e BCP)
- 1888 : devient le 12e bataillon alpin de chasseurs à pied (12e BACP) [1]
- 1916 : devient le 12e bataillon de chasseurs alpins (12e BCA)
- 1929 : dissolution du 12e BCA
- 1939 : nouvelle création du 12e BCA
- 1940 : dissolution du 12e BCA
- 1944 : reconstitution éphémère du 12e BCA (combats du Vercors),
- 1952 : nouvelle création du 12e BCA
- 1952 : le 12e BCA change d'appellation et devient le 13e BCA
- 1954 : nouvelle création du 12e BCA
- 1962 : dissolution du 12e BCA

## Chefs de corps
- 1853 : commandant Pierre Alexandre Lenormand de Bretteville[2],[3]
- 1854 : capitaine Louis Adolphe Zentz d'Alnois[4].
- 1858 : chef de bataillon Henri Gabriel Marie de Brossard
- 1861 : chef de bataillon Adrien Paul Alfred d'Aries[3]
- 1864 : chef de bataillon Macquaire
- 1869 : chef de bataillon Bonnot de Mably
- 1875 : commandant Félix Adolphe Eugène Edon[3]
- 1879 : commandant Paul Arvers
- 1885 : commandant Jean Gaston d'Ivoley[3]
- 1892 : commandant Paul Édouard Pouradier-Duteil
- 1903 : commandant Henri Bonfait[3]
- 1911 : commandant puis lieutenant-colonel Jules Gratier
- 1914 : capitaine puis chef de bataillon Martin
- 1915 : capitaine Chambert (intérim - tué)
- 1915 : capitaine Latil (intérim)
- 1915 : commandant Beauser
- 1915 : capitaine Thierry (intérim)
- 1915 : capitaine Lafouillade (intérim)
- 1915 : commandant Ardisson
- 1916 : commandant Nabias
- 1940 : commandant Nicolaï
- 1944: Commandant Henri Ullmann

## Historique des garnisons, campagnes et batailles

### Second Empire
- Création à Metz le 10 février 1854 (décret du 22 novembre 1853)
- Guerre franco-prussienne de 1870[5]
  - Bataille de Sarrebruck
  - Bataille de Forbach-Spicheren
  - Bataille de Gravelotte
  - Combat de Peltre
  - Lors de la reddition de Metz, le 28 octobre 1870, le bataillon est fait prisonnier et envoyé en captivité, partie à Hambourg, partie en Bavière.

### De 1871 à 1914
Le 16 août 1871, le bataillon est reconstitué à Grenoble, notamment avec les hommes rentrés de captivité. Il sera affecté à la division de Constantine (Algérie) de 1875 à 1879.
À son retour d'Algérie, le bataillon sera affecté à l'intérieur.

En 1888, le 12e bataillon de chasseurs à pied devient le 12e bataillon alpin de chasseurs à pied (12e BACP).

Chasseurs à pied du vers 1876.

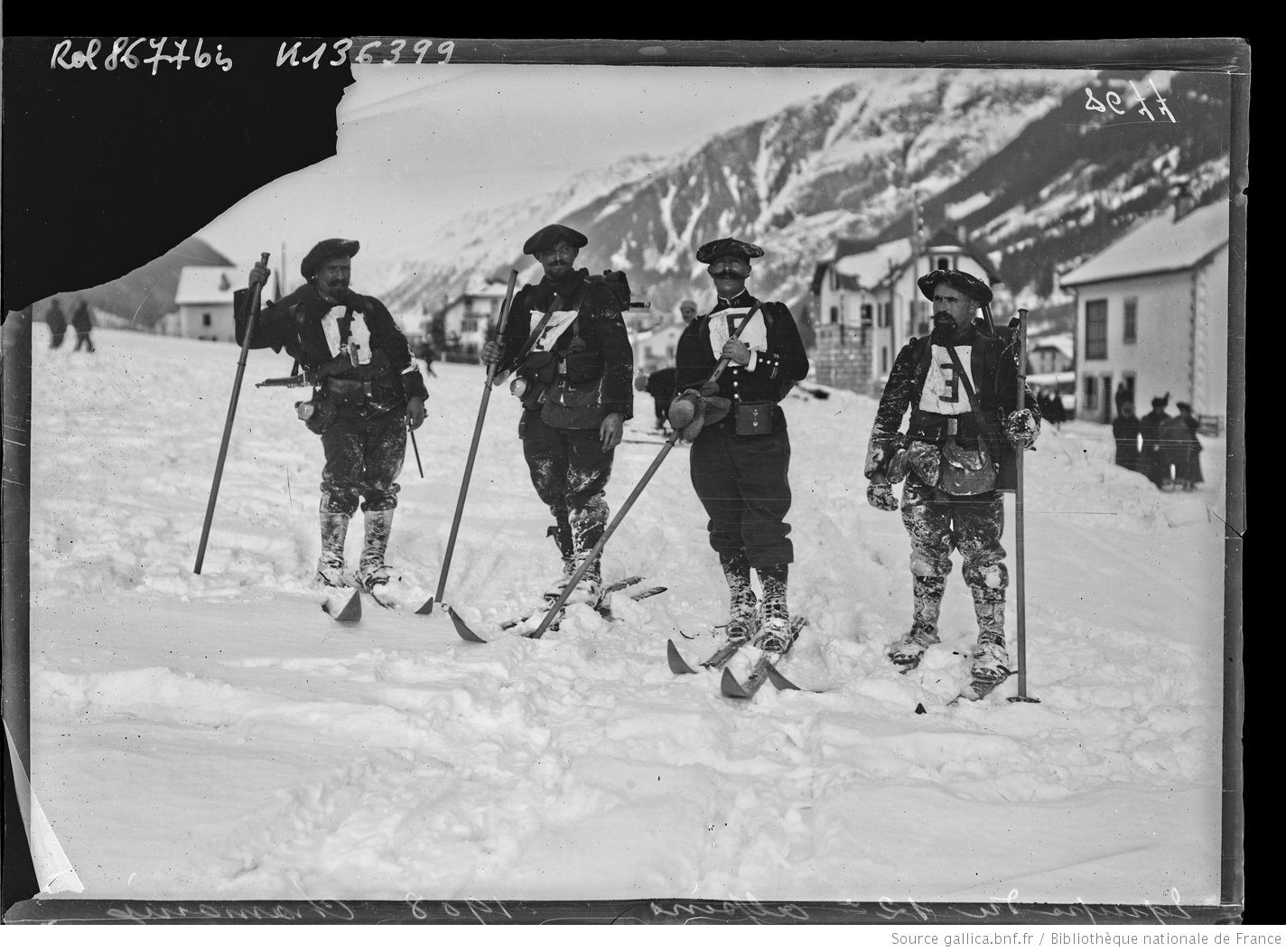
Équipe du alpin lors du championnat international de ski à Chamonix en janvier 1908.

### Première Guerre mondiale

#### 1914
Le 12e bataillon de chasseurs alpins a combattu pendant la Première Guerre mondiale
Départ de la forteresse Mont-Dauphin (Hautes-Alpes) et Embrun en train vers les Vosges le 4 août 1914.
Les premiers coups de feu meurtriers retentiront le 22 août sur une route des Vosges à Ingersheim aux abords de Colmar, le journal du bataillon dénombre ce jour-là 15 tués, 46 blessés, et 13 disparus.

#### 1915
De février à juillet, il participe à la bataille du Reichsackerkopf.
De juillet à octobre 1915 le bataillon participe aux violents combats du Barrenkopf et du Linge. Les pertes sont lourdes, certaines compagnies sont déclarées anéanties sur le JMO du bataillon. La journée du 1er août voit  successivement trois chefs de corps tomber avec leurs hommes.
Décembre 1915 : combats de l'Hartmannswillerkopf.

### Entre-deux-guerres
Le bataillon est dissous en 1929.

### Seconde Guerre mondiale
Il est recréé au Péage de Vizille ( écart de la commune de Vizille ) en 1939, au début de la Seconde Guerre mondiale.
Pendant la Seconde Guerre mondiale, le bataillon a combattu  en Norvège au sein du corps expéditionnaire français en Scandinavie.(17 avril-12 juin 1940); il a été dissous en juillet 1940.
Le bataillon Estérel 12, formé début octobre 1944 à Nice, reprend les traditions du 12e BCA. Il fusionne le 1er janvier 1945 dans le bataillon 20/XV,.

### De 1945 à nos jours
Recréé à Briançon sous le nom de 12e bataillon de chasseurs à pied, en juin 1954.
Devient en 1955 le 12e bataillon de chasseurs alpins.
En Tunisie en 1955, puis en Algérie de 1956 à 1962.
* Guerre d'Algérie
* Au cessez-le-feu du 19 mars 1962 en Algérie, le 12e BCA constitue, comme 91 autres régiments, les 114 unités de la Force Locale.(Accords d'Evian du 18 mars 1962). Le 12e BCA forme une unité de la Force locale de l'ordre algérienne, la 406 UFL-UFO  composé de 10 % de militaires métropolitains et de 90 % de militaires musulmans, qui pendant la période transitoire devaient être au service de l'exécutif provisoire algérien, jusqu'à l'indépendance de l'Algérie.
*Dissous à Reims en octobre 1962.

## Traditions

### Drapeau
À l'instar des autres bataillons de chasseurs de l'armée française, le 12e BCA ne dispose pas d'un drapeau propre. En effet, en témoignage de leur unité et de leur cohésion, les bataillons de chasseurs se sont vus attribuer un seul et même emblème dès leur création. Sur ce drapeau sont inscrits les hauts faits d'armes réalisés par les chasseurs. De fait, il est l'un des plus décorés de l'armée française.
Chaque bataillon assure à tour de rôle la garde du drapeau pendant une année. De nos jours, la cérémonie de passation de ce drapeau se déroule à l'occasion de la commémoration des combats de Sidi-Brahim qui a lieu, au château de Vincennes, berceau des chasseurs.
Si les bataillons de chasseurs n'ont pas un drapeau qui leur est propre, chaque bataillon possède en revanche son propre fanion sur lequel sont inscrits les faits d'armes dudit bataillon.

## Personnalités ayant servi au sein du bataillon
- François Bolifraud (1917-1942), Compagnon de la Libération
- Jean Mabire (1927-2006), journaliste écrivain

## Sources et bibliographie
- JMO du 12e BCA lors de la Première Guerre mondiale
- Sur le site Alpins.fr
- Bataillons de chasseurs durant la Grande Guerre.
- Citations collectives des bataillons de chasseurs de 1914-1918.
- Traditions et symbolique militaire
- Historique résumé du 12e bataillon de chasseurs alpins, Paris, H. Charles-Lavauzelle, 1920, 31 p., lire en ligne sur Gallica.